# Aumühl
Die Herrschaft Aumühl war eine Grundherrschaft im Viertel ober dem Wienerwald im Erzherzogtum Österreich unter der Enns, dem heutigen Niederösterreich.

## Ausdehnung
Die Herrschaft besaß keine Ortsobrigkeit, war aber Grundherr über mehrere Untertanen in Zwentendorf und in Hoheneichberg. Der Sitz der Verwaltung befand sich in Atzenbrugg.

## Geschichte
Der letzte Inhaber der Allodialherrschaft war Josef Graf von Fuchs, bevor die Herrschaft mit den Reformen 1848/1849 aufgelöst wurde.